# Peder Anker
Peder Anker (Oslo, 8 de diciembre de 1749 – 10 de diciembre de 1824) fue un destacado terrateniente, empresario y político noruego. Se desempeñó como primer ministro de Noruega desde 1814 hasta 1822.

## Biografía
Peder Anker fue miembro de una familia noble danesa-noruega. Nació en Christiania, hijo del acaudalado comerciante Christian Ancher. Tuvo tres hermanos: Iver (1745–1772), Bernt (1746–1805) y Jess (1753–1798). Tras estudiar en Christiania y pasar un año como estudiante en la Universidad de Copenhague, Peder Anker y sus hermanos pasaron cinco años viajando con tutores privados por Gran Bretaña, Francia, Alemania e Italia. Fueron alumnos del destacado naturalista sueco Carl von Linné en la Universidad de Upsala en 1764. Recibió la nobleza danesa en 1778 y fue nombrado Comisionado General de Guerra en 1788.
Peder Anker compró la mansión Bogstad con tierras forestales adicionales y amplió la casa existente para convertirla en una espléndida mansión. Bogstad había pertenecido durante unos 100 años a miembros de la familia Leuch, la familia de su abuela. También adquirió minas de hierro y fundiciones, notablemente Bærums Verk y Hakadal Verk. La mansión Vækerø (Vækerø gård) cerca de Oslo se estableció como un puerto para la exportación de madera. Anker llegó a ser una de las personas más ricas de Noruega.

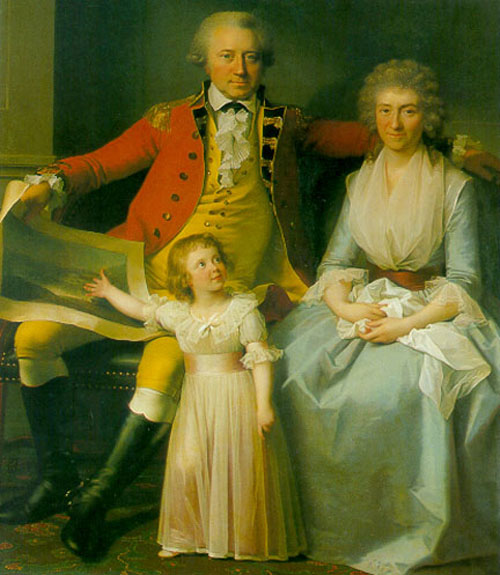
Peder Anker y familia

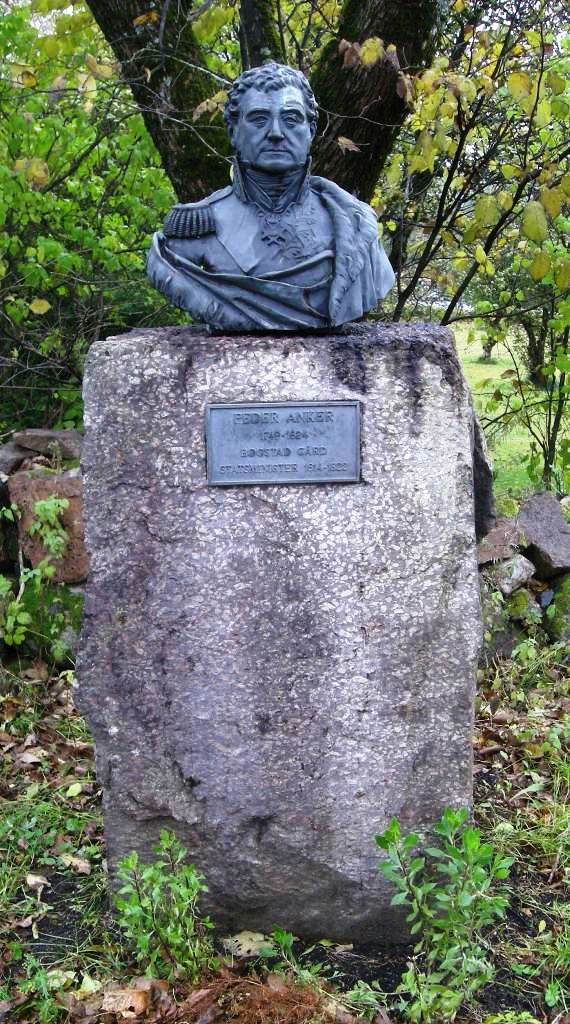
Monumento a Peder Anker en la casa de Peder Anker en Oslo

Peder Anker fue delegado en la Asamblea Constituyente de Noruega en Eidsvoll en 1814, representando a Akershus Amt. Se distinguió como "unionista", cuyos miembros se oponían a la independencia total de Noruega. El 18 de noviembre de 1814 fue nombrado primer ministro de Noruega en Estocolmo tras el establecimiento de la Unión entre Suecia y Noruega, y permaneció en este cargo hasta el 30 de junio de 1822.

## Honores
Peder Anker fue condecorado con la Orden Real de los Serafines y la Orden de Carlos XIII. Recibió la Gran Cruz de la Orden de Dannebrog en 1812. En 1815, fue elegido miembro de la Real Academia Sueca de Ciencias.

## Legado
Varias calles en Noruega llevan el nombre de Peder Anker, incluyendo Peder Ankers vei en Jar, Peder Anker gate en Halden y Peder Ankers Plass en Oslo.